# Mount Coulter
Mount Coulter är ett berg i Antarktis. Det ligger i Västantarktis. Argentina, Chile och Storbritannien gör anspråk på området. Toppen på Mount Coulter är 948 meter över havet, eller 676 meter över den omgivande terrängen. Bredden vid basen är 7,5 km.
Terrängen runt Mount Coulter är huvudsakligen kuperad, men österut är den platt. Trakten är obefolkad. Det finns inga samhällen i närheten.